# Eurytides dolicaon
Eurytides dolicaon es una especie de mariposa, de la familia de los papiliónidos, que fue descrita por Pieter Cramer en 1775.

## Descripción
Eurytides dolicaon  es una mariposa grande con una envergadura de unos 80 mm. Es de color crema con las venas negras. En cada ala posterior presenta una cola muy larga y fina de color marrón oscuro o negro con la punta amarilla. En el borde de las alas tiene una ornamentación marrón o negra que, en los bordes y el ápice, forma grandes manchas de color blanco crema. En las alas posteriores presenta una línea marginal de lúnulas azules.[cita requerida]

## Distribución
Se encuentra en los bosques húmedos del norte de América del Sur. Eurytides dolicaon está distribuida en la región Neotropical y ha sido reportada en al menos 28 países o regiones diferentes.

## Ecología
Las larvas de E. dolicaon se alimentan de plantas de las familias Annonaceae y Lauraceae. Entre las plantas hospederas reportadas se encuentran Ocotea indecora, Nectandra cuspidata y especies no identificadas del género Guatteria.

## Estado de conservación
No es una especie amenazada.[cita requerida]